# Quince bajo la lona
Quince bajo la lona es una película española de 1959 dirigida por Agustín Navarro.

Basada en la novela homónima de Luis Fernando Conde Monge "15 bajo la lona", fue un gran éxito en el momento de su estreno.

## Argumento
Se ambienta durante un verano en el campamento El Robledo, donde quince aspirantes de la Octava Compañía de la Milicia Universitaria optan al título de oficial. Se narra la convivencia, a veces difícil, y la relación que mantienen con sus novias.

## Reparto
- Antonio Ozores es Carlos, un aspirante rico y muy vago.
- Pedro Beltrán es Cimarro, el aspirante casado que añora a su esposa.
- Ángel Aranda es Eduardo, tímido y pudoroso
- Carlos Larrañaga es Fernando, un crápula sinvergüenza.
- Alfredo Mayo es el Capitán Moreno, rígido pero justo.
- Luz Márquez es Piluca.
- Marta Mandel es Marta.
- Mercedes Alonso es Merche.
- Terele Pávez es Manuela.